# Discodermia gorgonoides
Discodermia gorgonoides är en svampdjursart som beskrevs av Burton 1928. Discodermia gorgonoides ingår i släktet Discodermia och familjen Theonellidae.
Artens utbredningsområde är havet utanför Indien. Inga underarter finns listade i Catalogue of Life.